# Cancelliere dello Scacchiere
Cancelliere dello Scacchiere (in lingua inglese: Chancellor of the Exchequer) è l'antico titolo del ministro del governo britannico con responsabilità di Ministro delle Finanze o, in altri ordinamenti, di Segretario al Tesoro. Terza più antica carica statale nella storia inglese e britannica, il Cancelliere dello Scacchiere (spesso chiamato semplicemente Il Cancelliere) è il ministro del gabinetto con responsabilità su tutte le materie finanziarie. Storicamente lo Scacchiere includeva la politica monetaria insieme a quella fiscale, ma tale unione terminò quando la Banca d'Inghilterra divenne indipendente dal governo nel 1997.
Nel luglio 2024 è stata nominata per la prima volta una donna Cancelliera dello Scacchiere nel nuovo governo a guida laburista.

## Descrizione
Il nome deriva dal tipo di abaco usato in Inghilterra nel Medioevo: il calcolo dei tributi dovuti al re veniva fatto su un tavolo a scacchiera. La carica è da non confondersi con quella del Lord Cancelliere o Cancelliere del Ducato di Lancaster. La posizione del Cancelliere dello Scacchiere è considerata una delle quattro alte cariche dello stato. Essendo la Camera dei lord esclusa dalle decisioni finanziarie, il Cancelliere si limita ad essere membro di quella dei Comuni.
Uno dei ruoli chiave del Cancelliere è quello di stilare il budget annuale, che viene esposto in un discorso alla Camera dei Comuni. Tradizionalmente il discorso del Budget si teneva di martedì (sebbene non sempre) in marzo, seguendo l'anno fiscale (tax year) britannico il Calendario giuliano. Dal 1993 il Budget è preceduto da un annuale discorso di autunno (Autumn Statement), detto anche "mini-Budget", che fa previsioni sulle spese governative dell'anno successivo ed ha luogo in novembre. I budget 1997, 2001, 2002 e 2003 sono stati resi noti di mercoledì.
Il detentore dell'ufficio di Cancelliere è ex-officio Second Lord of the Treasury (Secondo Lord del Tesoro), per cui la sua residenza ufficiale è al Numero 11 di Downing Street a Londra, accanto a quella del First Lord of the Treasury (Primo Lord del Tesoro) (un posto che comunque non è sempre del Primo ministro), che risiede al numero 10 di Downing Street. Mentre nel passato entrambe le case erano residenze private, successivamente sono diventati uffici collegati, con gli occupanti che vivono in piccoli appartamenti negli attici degli edifici precedentemente riservati alla servitù. Nel 1997, i Primo e Secondo Lord pro-tempore, rispettivamente Tony Blair e Gordon Brown, si sono scambiati gli appartamenti, essendo quello del Cancelliere più grande e quindi più appropriato ai bisogni di Blair (che aveva figli) che di Brown che era allora celibe.
Il Cancelliere è anche membro del Consiglio Privato di Sua Maestà, ed è perciò chiamato col titolo di The Right Honourable (The Rt Hon.)
Il dipartimento del Cancelliere è ufficialmente chiamato HM Treasury dove è coadiuvato da una squadra politica di quattro sottosegretari e dai permanenti Civil Servants (dipendenti pubblici). Il più importante sottosegretario è il Segretario capo del Tesoro cui sono delegate le negoziazioni con altri dipartimenti del governo sui dettagli per la spesa pubblica.

## Lista dei detentori dell'incarico dal 1221 ca.

### Cancelliere dello Scacchiere d'Inghilterra, ca. 1221-ca. 1558
| Nome                                        | Ritratto | In carica dal              | In carica fino al |
| ------------------------------------------- | -------- | -------------------------- | ----------------- |
| Eustace of Fauconberg (Vescovo di Londra)   |          | ca. 1221                   |                   |
| John Maunsell                               |          | 1234                       |                   |
| Ralph de Leicester                          |          | temp Enrico III            | 1248              |
| Edward of Westminster                       |          | 1248                       |                   |
| Albric de Fiscamp                           |          | temp Enrico III            |                   |
| John Chishull                               |          | 1263                       | 1265              |
| Walter Giffard (Vescovo di Bath e Wells)    |          | 1265                       | 1266              |
| Godfrey Giffard                             |          | 1266                       | 1268              |
| John Chishull                               |          | 1268                       | 1269              |
| Richard of Middleton                        |          | 1269                       | 1272              |
| Roger de la Leye                            |          | temp Enrico III (ca. 1276) |                   |
| Geoffrey de Neuband                         |          | temp Edoardo I             |                   |
| Philip de Willoughby                        |          | 1283                       | 1305              |
| John Benstead                               |          | 1305                       | 1306              |
| John Sandale (Vescovo di Winchester)        |          | 1307                       | 1308              |
| John of Markenfield                         |          | 1309                       | 1312              |
| John Hotham (Vescovo di Ely)                |          | 1312                       | 1316              |
| Hervey de Stanton                           |          | 1316                       |                   |
| Walter of Stapeldon                         |          | 1323                       |                   |
| Hervey de Stanton                           |          | 1324                       | 1327              |
| Adam de Harvington (o Herwynton)            |          | 1327                       | 1330              |
| Robert Wodehouse                            |          | 1330                       | 1331              |
| Robert de Stratford (Vescovo di Chichester) |          | 1331                       | 1334              |
| John Hildesle                               |          | ca. 1338                   |                   |
| William de Everdon                          |          | 1341                       |                   |
| William Askeby (Arcidiacono di Northampton) |          | 1363                       |                   |
| Sir Robert de Ashton                        |          | 1375                       | 1377              |
| Sir Walter Barnham                          |          | 1377                       | 1399              |
| Henry Somer                                 |          | 1410                       | 1437              |
| John Somerseth                              |          | 1441                       | 1447              |
| Thomas Browne                               |          | 1440 (?)                   | 1450 (?)          |
| Thomas Witham                               |          | 1454                       |                   |
| Thomas Thwaites                             |          | 1461                       |                   |
| Thomas Witham                               |          | 1465                       | 1469              |
| Richard Fowler                              |          | 1469                       | 1471              |
| Thomas Thwaites                             |          | 1471                       | 1483              |
| William Catesby                             |          | 1483                       |                   |
| Sir Thomas Lovell                           |          | 1485                       | 1524              |
| John Bourchier, II barone Berners           |          | 1524                       | 1533 (?)          |
| Thomas Cromwell, I conte di Essex           |          | 12 aprile 1533             | 10 giugno 1540    |
| Sir John Baker                              |          | 1545                       | 1558              |

### Cancelliere dello Scacchiere d'Inghilterra, ca. 1558–1708
| Nome                                          | Ritratto | In carica dal      | In carica fino al                             |
| --------------------------------------------- | -------- | ------------------ | --------------------------------------------- |
| Sir Richard Sackville                         |          | ca. 1559           | 1566                                          |
| Sir Walter Mildmay                            |          | 1566               | 1589                                          |
| Sir John Fortescue                            |          | 1589               | 1603                                          |
| Il conte di Dunbar                            |          | 1603               | 1606                                          |
| Sir Julius Caesar                             |          | 1606               | 1614                                          |
| Sir Fulke Greville                            |          | 1614               | 1621                                          |
| Sir Richard Weston                            |          | 1621               | 1628                                          |
| Lord Barrett di Newburgh                      |          | 1628               | 1629                                          |
| Francis Cottington (Lord Cottington dal 1631) |          | 20 marzo 1629      | 1641                                          |
| Sir John Colepeper MP                         |          | 2 gennaio 1642     | 22 febbraio 1643                              |
| Sir Edward Hyde                               |          | Febbraio 1643      | 1646 (fuggito a Jersey con il Principe Carlo) |
| Commonwealth of England, 1649–1660            |          |                    |                                               |
| Sir Edward Hyde                               |          | 1660 (ristabilito) | 13 maggio 1661                                |
| Lord Ashley                                   |          | 13 maggio 1661     | 22 novembre 1672                              |
| Sir John Duncombe MP                          |          | 22 novembre 1672   | 2 maggio 1676                                 |
| Sir John Ernle MP                             |          | 2 maggio 1676      | 9 aprile 1689                                 |
| Lord Delamere                                 |          | 9 aprile 1689      | 18 marzo 1690                                 |
| Richard Hampden MP                            |          | 18 marzo 1690      | 10 maggio 1694                                |
| Charles Montagu MP                            |          | 10 maggio 1694     | 2 giugno 1699                                 |
| John Smith MP                                 |          | 2 giugno 1699      | 27 marzo 1701                                 |
| Henry Boyle MP                                |          | 27 marzo 1701      | 22 aprile 1708                                |

### Cancelliere dello Scacchiere di Gran Bretagna, 1708–1817
| Nome | Nome                                           | Ritratto           | Mandato           | Mandato                  | Partito politico | Primo Ministro | Primo Ministro                                  |
| ---- | ---------------------------------------------- | ------------------ | ----------------- | ------------------------ | ---------------- | -------------- | ----------------------------------------------- |
|      | Sir John Smith                                 |                    | 22 aprile 1708    | 11 agosto 1710           | Whig             |                | (Governo Godolphin–Marlborough)                 |
|      | Robert Harley                                  |                    | 11 agosto 1710    | 4 giugno 1711            | Tory             |                | (Governo Harley)                                |
|      | Robert Benson                                  |                    | 4 giugno 1711     | 21 agosto 1713           | Tory             |                | (Governo Harley)                                |
|      | Sir William Wyndham, Bt                        |                    | 21 agosto 1713    | 13 ottobre 1714          | Tory             |                | (Governo Harley)                                |
|      | Sir Richard Onslow, Bt                         |                    | 13 ottobre 1714   | 12 ottobre 1715          | Whig             |                | (Governo Townshend)                             |
|      | Sir Robert Walpole                             |                    | 12 ottobre 1715   | 15 aprile 1717           | Whig             |                | (Governo Townshend)                             |
|      | Il visconte Stanhope di Mahon                  |                    | 15 aprile 1717    | 20 marzo 1718            | Whig             |                | (Primo governo Stanhope-Sunderland)             |
|      | John Aislabie                                  |                    | 20 marzo 1718     | 23 gennaio 1721          | Whig             |                | (Secondo governo Stanhope-Sunderland)           |
|      | Sir John Pratt LCJ (interim)                   |                    | 2 febbraio 1721   | 3 aprile 1721            | Whig             |                | (Secondo governo Stanhope-Sunderland)           |
|      | Sir Robert Walpole                             |                    | 3 aprile 1721     | 12 febbraio 1742         | Whig             |                | Sir Robert Walpole                              |
|      | Samuel Sandys                                  |                    | 12 febbraio 1742  | 12 dicembre 1743         | Whig             |                | Il conte di Wilmington                          |
|      | Henry Pelham                                   |                    | 12 dicembre 1743  | 8 marzo 1754             | Whig             |                | Henry Pelham                                    |
|      | Sir William Lee LCJ (interim)                  |                    | 8 marzo 1754      | 6 aprile 1754            | Whig             |                | Il duca di Newcastle                            |
|      | Henry Bilson-Legge                             |                    | 6 aprile 1754     | 25 novembre 1755         | Whig             |                | Il duca di Newcastle                            |
|      | Sir George Lyttelton, Bt                       |                    | 25 novembre 1755  | 16 novembre 1756         | Whig             |                | Il duca di Newcastle                            |
|      | Henry Bilson-Legge                             |                    | 16 novembre 1756  | 13 aprile 1757           | Whig             |                | Il duca di Devonshire                           |
|      | Lord Mansfield LCJ (interim)                   |                    | 13 aprile 1757    | 2 luglio 1757            | Whig             |                | Il duca di Devonshire                           |
|      | Henry Bilson-Legge                             |                    | 2 luglio 1757     | 19 marzo 1761            | Whig             |                | Il duca di Newcastle                            |
|      | Il visconte Barrington (MP with Irish peerage) |                    | 19 marzo 1761     | 29 maggio 1762           | Whig             |                | Il duca di Newcastle                            |
|      | Sir Francis Dashwood, Bt                       |                    | 29 maggio 1762    | 16 aprile 1763           | Tory             |                | Il conte di Bute                                |
|      | George Grenville                               |                    | 16 aprile 1763    | 16 luglio 1765           | Whig             |                | George Grenville                                |
|      | William Dowdeswell                             |                    | 16 luglio 1765    | 2 agosto 1766            | Whig             |                | Il marchese di Rockingham                       |
|      | Charles Townshend                              |                    | 2 agosto 1766     | 4 settembre 1767 (morto) | Whig             |                | Il conte di Chatham                             |
|      | Lord North (MP with a courtesy title)          |                    | 11 settembre 1767 | 27 marzo 1782            | Tory             |                | Il conte di Chatham                             |
|      | Lord North (MP with a courtesy title)          | Il duca di Grafton | 11 settembre 1767 | 27 marzo 1782            | Tory             |                |                                                 |
|      | Lord North (MP with a courtesy title)          | Lord North         | 11 settembre 1767 | 27 marzo 1782            | Tory             |                |                                                 |
|      | Lord John Cavendish                            |                    | 27 marzo 1782     | 10 luglio 1782           | Whig             |                | Il marchese di Rockingham                       |
|      | William Pitt il Giovane                        |                    | 10 luglio 1782    | 31 marzo 1783            | Whig             |                | Il conte di Shelburne                           |
|      | Lord John Cavendish                            |                    | 2 aprile 1783     | 19 dicembre 1783         | Whig             |                | Il Duca di Portland (Fox-North Coalition)       |
|      | William Pitt il Giovane                        |                    | 19 dicembre 1783  | 14 marzo 1801            | Tory             |                | William Pitt il Giovane                         |
|      | Henry Addington                                |                    | 14 marzo 1801     | 10 maggio 1804           | Tory             |                | Henry Addington                                 |
|      | William Pitt il Giovane                        |                    | 10 maggio 1804    | 23 gennaio 1806 (morto)  | Tory             |                | William Pitt il Giovane                         |
|      | Lord Henry Petty                               |                    | 5 febbraio 1806   | 26 marzo 1807            | Whig             |                | Lord Grenville (Ministero di tutti gli Ingegni) |
|      | Spencer Perceval                               |                    | 26 marzo 1807     | 12 maggio 1812 (morto)   | Tory             |                | Il duca di Portland                             |
|      | Spencer Perceval                               | Spencer Perceval   | 26 marzo 1807     | 12 maggio 1812 (morto)   | Tory             |                |                                                 |
|      | Nicholas Vansittart                            |                    | 12 maggio 1812    | 12 luglio 1817           | Tory             |                | Lord Liverpool                                  |

### Cancelliere dello Scacchiere del Regno Unito, 1817–1902
Sebbene i Regni di Gran Bretagna e Irlanda siano stati uniti dall'Atto di Unione del 1800 (39 & 40 Geo. III c. 67), la carica di Cancelliere dello Scacchiere dei due Regni non fu unificata fino al 1817 (56 Geo. III c. 98).
| Nome | Nome                           | Ritratto              | Mandato          | Mandato               | Partito politico   | Primo Ministro | Primo Ministro                                  |
| ---- | ------------------------------ | --------------------- | ---------------- | --------------------- | ------------------ | -------------- | ----------------------------------------------- |
|      | Nicholas Vansittart            |                       | 12 luglio 1817   | 31 gennaio 1823       | Tory               |                | Lord Liverpool                                  |
|      | F. J. Robinson                 |                       | 31 gennaio 1823  | 20 aprile 1827        | Tory               |                | Lord Liverpool                                  |
|      | George Canning                 |                       | 20 aprile 1827   | 8 agosto 1827 (morto) | Tory               |                | George Canning                                  |
|      | Lord Tenterden LCJ (interim)   |                       | 8 agosto 1827    | 3 settembre 1827      | Tory               |                | Il visconte Goderich                            |
|      | John Charles Herries           |                       | 3 settembre 1827 | 26 gennaio 1828       | Tory               |                | Il visconte Goderich                            |
|      | Henry Goulburn                 |                       | 26 gennaio 1828  | 22 novembre 1830      | Tory               |                | Il duca di Wellington                           |
|      | Il visconte Althorp            |                       | 22 novembre 1830 | 14 novembre 1834      | Whig               |                | Il conte Grey                                   |
|      | Il visconte Althorp            | Il visconte Melbourne | 22 novembre 1830 | 14 novembre 1834      | Whig               |                |                                                 |
|      | Lord Denman LCJ (interim)      |                       | 14 novembre 1834 | 15 dicembre 1834      | Whig               |                | Il duca di Wellington (Governo di transizione)  |
|      | Sir Robert Peel, Bt            |                       | 15 dicembre 1834 | 8 aprile 1835         | Conservatore       |                | Sir Robert Peel, Bt                             |
|      | Thomas Spring Rice             |                       | 18 aprile 1835   | 26 agosto 1839        | Whig               |                | Il visconte Melbourne                           |
|      | Francis Baring                 |                       | 26 agosto 1839   | 30 agosto 1841        | Whig               |                | Il visconte Melbourne                           |
|      | Henry Goulburn                 |                       | 3 settembre 1841 | 27 giugno 1846        | Conservatore       |                | Sir Robert Peel, Bt                             |
|      | Sir Charles Wood, Bt           |                       | 6 luglio 1846    | 21 febbraio 1852      | Whig               |                | Lord John Russell                               |
|      | Benjamin Disraeli              |                       | 27 febbraio 1852 | 17 dicembre 1852      | Conservatore       |                | Il conte di Derby                               |
|      | William Ewart Gladstone        |                       | 28 dicembre 1852 | 28 febbraio 1855      | Peelite            |                | Il conte di Aberdeen (Governo di coalizione)    |
|      | Sir George Cornewall Lewis, Bt |                       | 28 febbraio 1855 | 21 febbraio 1858      | Whig               |                | Il visconte Palmerston                          |
|      | Benjamin Disraeli              |                       | 26 febbraio 1858 | 11 giugno 1859        | Conservatore       |                | Il conte di Derby                               |
|      | William Ewart Gladstone        |                       | 18 giugno 1859   | 26 giugno 1866        | Liberale           |                | Il visconte Palmerston                          |
|      | William Ewart Gladstone        | Il conte Russell      | 18 giugno 1859   | 26 giugno 1866        | Liberale           |                |                                                 |
|      | Benjamin Disraeli              |                       | 6 luglio 1866    | 29 febbraio 1868      | Conservatore       |                | Il conte di Derby                               |
|      | George Ward Hunt               |                       | 29 febbraio 1868 | 1º dicembre 1868      | Conservatore       |                | Benjamin Disraeli                               |
|      | Robert Lowe                    |                       | 9 dicembre 1868  | 11 agosto 1873        | Liberale           |                | William Ewart Gladstone                         |
|      | William Ewart Gladstone        |                       | 11 agosto 1873   | 17 febbraio 1874      | Liberale           |                | William Ewart Gladstone                         |
|      | Sir Stafford Northcote, Bt     |                       | 21 febbraio 1874 | 21 aprile 1880        | Conservatore       |                | Benjamin Disraeli                               |
|      | William Ewart Gladstone        |                       | 28 aprile 1880   | 16 dicembre 1882      | Liberale           |                | William Ewart Gladstone                         |
|      | Hugh Childers                  |                       | 16 dicembre 1882 | 9 giugno 1885         | Liberale           |                | William Ewart Gladstone                         |
|      | Sir Michael Hicks Beach, Bt    |                       | 24 giugno 1885   | 28 gennaio 1886       | Conservatore       |                | Il marchese di Salisbury                        |
|      | Sir William Vernon Harcourt    |                       | 6 febbraio 1886  | 20 luglio 1886        | Liberale           |                | William Ewart Gladstone                         |
|      | Lord Randolph Churchill        |                       | 3 agosto 1886    | 22 dicembre 1886      | Conservatore       |                | Il marchese di Salisbury                        |
|      | George Goschen                 |                       | 14 gennaio 1887  | 11 agosto 1892        | Liberale Unionista |                | Il marchese di Salisbury                        |
|      | Sir William Vernon Harcourt    |                       | 18 agosto 1892   | 21 giugno 1895        | Liberale           |                | William Ewart Gladstone                         |
|      | Sir William Vernon Harcourt    | Il conte di Rosebery  | 18 agosto 1892   | 21 giugno 1895        | Liberale           |                |                                                 |
|      | Sir Michael Hicks Beach, Bt    |                       | 29 giugno 1895   | 11 agosto 1902        | Conservatore       |                | Il marchese di Salisbury (Coalizione Unionista) |

### Cancelliere dello Scacchiere del Regno Unito, 1902–oggi
| Nome                                                               | Nome                                                                   | Ritratto                                | Mandato           | Mandato                   | Partito politico                      | Primo Ministro                                                | Primo Ministro                             |
| ------------------------------------------------------------------ | ---------------------------------------------------------------------- | --------------------------------------- | ----------------- | ------------------------- | ------------------------------------- | ------------------------------------------------------------- | ------------------------------------------ |
|                                                                    | Charles Ritchie Deputato per Croydon                                   |                                         | 11 agosto 1902    | 9 ottobre 1903            | Conservatore                          |                                                               | Arthur Balfour (Coalizione Unionista)      |
|                                                                    | Austen Chamberlain Deputato per East Worcestershire                    |                                         | 9 ottobre 1903    | 4 dicembre 1905           | Liberale Unionista                    |                                                               | Arthur Balfour (Coalizione Unionista)      |
|                                                                    | H. H. Asquith Deputato per East Fife                                   |                                         | 10 dicembre 1905  | 12 aprile 1908            | Liberale                              |                                                               | Henry Campbell-Bannerman                   |
| David Lloyd George Deputato per Caernarvon Boroughs                |                                                                        | 12 aprile 1908                          | 25 maggio 1915    | Liberale                  | H. H. Asquith                         |                                                               |                                            |
| Reginald McKenna Deputato per North Monmouthshire                  |                                                                        | 25 maggio 1915                          | 10 dicembre 1916  | Liberale                  | H. H. Asquith (Governo di coalizione) |                                                               |                                            |
|                                                                    | Andrew Bonar Law Deputato per Bootle e Glasgow Central                 |                                         | 10 dicembre 1916  | 10 gennaio 1919           | Conservatore                          |                                                               | David Lloyd George (Governo di coalizione) |
| Austen Chamberlain Deputato per Birmingham West                    |                                                                        | 10 gennaio 1919                         | 1º aprile 1921    |                           | Conservatore                          |                                                               | David Lloyd George (Governo di coalizione) |
| Sir Robert Horne Deputato per Glasgow Hillhead                     |                                                                        | 1º aprile 1921                          | 19 ottobre 1922   |                           | Conservatore                          |                                                               | David Lloyd George (Governo di coalizione) |
| Stanley Baldwin Deputato per Bewdley                               |                                                                        | 27 ottobre 1922                         | 27 agosto 1923    | Andrew Bonar Law          | Conservatore                          |                                                               |                                            |
| Stanley Baldwin Deputato per Bewdley                               | Stanley Baldwin                                                        | 27 ottobre 1922                         | 27 agosto 1923    |                           | Conservatore                          |                                                               |                                            |
| Neville Chamberlain Deputato per Birmingham Ladywood               |                                                                        | 27 agosto 1923                          | 22 gennaio 1924   |                           | Conservatore                          |                                                               |                                            |
|                                                                    | Philip Snowden Deputato per Colne Valley                               |                                         | 22 gennaio 1924   | 3 novembre 1924           | Laburista                             |                                                               | Ramsay MacDonald                           |
|                                                                    | Winston Churchill Deputato per Epping                                  |                                         | 6 novembre 1924   | 4 giugno 1929             | Conservatore                          |                                                               | Stanley Baldwin                            |
|                                                                    | Philip Snowden Deputato per Colne Valley                               |                                         | 7 giugno 1929     | 24 agosto 1931            | Laburista                             |                                                               | Ramsay MacDonald                           |
|                                                                    | Philip Snowden Deputato per Colne Valley                               | 24 agosto 1931                          | 5 novembre 1931   | Nazional Laburista        |                                       | Ramsay MacDonald (1º governo nazionale)                       |                                            |
|                                                                    | Neville Chamberlain Deputato per Birmingham Edgbaston                  |                                         | 5 novembre 1931   | 28 maggio 1937            | Conservatore                          | Ramsay MacDonald (2º governo nazionale)                       |                                            |
|                                                                    | Neville Chamberlain Deputato per Birmingham Edgbaston                  | Stanley Baldwin (3º governo nazionale.) | 5 novembre 1931   | 28 maggio 1937            | Conservatore                          |                                                               |                                            |
|                                                                    | John Simon Deputato per Spen Valley                                    |                                         | 28 maggio 1937    | 12 maggio 1940            | Liberale Nazionale                    | Neville Chamberlain (4º governo nazionale; governo di guerra) |                                            |
|                                                                    | Sir Kingsley Wood Deputato per Woolwich West                           |                                         | 12 maggio 1940    | 21 settembre 1943 (morto) | Conservatore                          | Winston Churchill (governo di guerra)                         |                                            |
|                                                                    | Sir John Anderson Deputato per Combined Scottish Universities          |                                         | 24 settembre 1943 | 26 luglio 1945            | Nazionale Indipendente                | Winston Churchill (governo di guerra)                         |                                            |
|                                                                    | Hugh Dalton Deputato per Bishop Auckland                               |                                         | 27 luglio 1945    | 13 novembre 1947          | Laburista                             |                                                               | Clement Attlee                             |
| Sir Stafford Cripps Deputato per Bristol East e Bristol South East |                                                                        | 13 novembre 1947                        | 19 ottobre 1950   |                           | Laburista                             |                                                               | Clement Attlee                             |
| Hugh Gaitskell Deputato per Leeds South                            |                                                                        | 19 ottobre 1950                         | 26 ottobre 1951   |                           | Laburista                             |                                                               | Clement Attlee                             |
|                                                                    | R. A. Butler Deputato per Saffron Walden                               |                                         | 26 ottobre 1951   | 20 dicembre 1955          | Conservatore                          |                                                               | Sir Winston Churchill                      |
| Harold Macmillan Deputato per Bromley                              |                                                                        | 20 dicembre 1955                        | 13 gennaio 1957   | Sir Anthony Eden          | Conservatore                          |                                                               |                                            |
| Peter Thorneycroft Deputato per Monmouth                           |                                                                        | 13 gennaio 1957                         | 6 gennaio 1958    | Harold Macmillan          | Conservatore                          |                                                               |                                            |
| Derick Heathcoat-Amory Deputato per Tiverton                       |                                                                        | 6 gennaio 1958                          | 27 luglio 1960    | Harold Macmillan          | Conservatore                          |                                                               |                                            |
| Selwyn Lloyd Deputato per Wirral                                   |                                                                        | 27 luglio 1960                          | 13 luglio 1962    | Harold Macmillan          | Conservatore                          |                                                               |                                            |
| Reginald Maudling Deputato per Barnet                              |                                                                        | 13 luglio 1962                          | 16 ottobre 1964   | Harold Macmillan          | Conservatore                          |                                                               |                                            |
| Reginald Maudling Deputato per Barnet                              | Sir Alec Douglas-Home                                                  | 13 luglio 1962                          | 16 ottobre 1964   |                           | Conservatore                          |                                                               |                                            |
|                                                                    | James Callaghan Deputato per Cardiff South East                        |                                         | 16 ottobre 1964   | 30 novembre 1967          | Laburista                             |                                                               | Harold Wilson                              |
| Roy Jenkins Deputato per Birmingham Stechford                      |                                                                        | 30 novembre 1967                        | 19 giugno 1970    |                           | Laburista                             |                                                               | Harold Wilson                              |
|                                                                    | Iain Macleod Deputato per Enfield West                                 |                                         | 20 giugno 1970    | 20 luglio 1970 (morto)    | Conservatore                          |                                                               | Edward Heath                               |
| Anthony Barber Deputato per Altrincham and Sale                    |                                                                        | 25 luglio 1970                          | 4 marzo 1974      |                           | Conservatore                          |                                                               | Edward Heath                               |
|                                                                    | Denis Healey Deputato per Leeds East                                   |                                         | 5 marzo 1974      | 4 maggio 1979             | Laburista                             |                                                               | Harold Wilson                              |
| James Callaghan                                                    | Denis Healey Deputato per Leeds East                                   |                                         | 5 marzo 1974      | 4 maggio 1979             | Laburista                             |                                                               |                                            |
|                                                                    | Sir Geoffrey Howe Deputato per East Surrey                             |                                         | 4 maggio 1979     | 11 giugno 1983            | Conservatore                          |                                                               | Margaret Thatcher                          |
| Nigel Lawson Deputato per Blaby                                    |                                                                        | 11 giugno 1983                          | 26 ottobre 1989   |                           | Conservatore                          |                                                               | Margaret Thatcher                          |
| John Major Deputato per Huntingdon                                 |                                                                        | 26 ottobre 1989                         | 28 novembre 1990  |                           | Conservatore                          |                                                               | Margaret Thatcher                          |
| Norman Lamont Deputato per Kingston-upon-Thames                    |                                                                        | 28 novembre 1990                        | 27 maggio 1993    | John Major                | Conservatore                          |                                                               |                                            |
| Kenneth Clarke Deputato per Rushcliffe                             |                                                                        | 27 maggio 1993                          | 2 maggio 1997     | John Major                | Conservatore                          |                                                               |                                            |
|                                                                    | Gordon Brown Deputato per Dunfermline East e Kirkcaldy and Cowdenbeath |                                         | 2 maggio 1997     | 27 giugno 2007            | Laburista                             |                                                               | Tony Blair                                 |
| Alistair Darling Deputato per Edinburgh South West                 |                                                                        | 28 giugno 2007                          | 11 maggio 2010    | Gordon Brown              | Laburista                             |                                                               |                                            |
|                                                                    | George Osborne Deputato per Tatton                                     |                                         | 11 maggio 2010    | 13 luglio 2016            | Conservatore                          |                                                               | David Cameron                              |
| Philip Hammond Deputato per Runnymede and Weybridge                |                                                                        | 13 luglio 2016                          | 24 luglio 2019    | Theresa May               | Conservatore                          |                                                               |                                            |
| Sajid Javid Deputato per Bromsgrove                                |                                                                        | 24 luglio 2019                          | 13 febbraio 2020  | Boris Johnson             | Conservatore                          |                                                               |                                            |
| Rishi Sunak Deputato per Richmond (Yorks)                          |                                                                        | 13 febbraio 2020                        | 5 luglio 2022     | Boris Johnson             | Conservatore                          |                                                               |                                            |
| Nadhim Zahawi Deputato per Stratford-on-Avon                       |                                                                        | 5 luglio 2022                           | 6 settembre 2022  | Boris Johnson             | Conservatore                          |                                                               |                                            |
| Kwasi Kwarteng Deputato per Spelthorne                             |                                                                        | 6 settembre 2022                        | 14 ottobre 2022   | Liz Truss                 | Conservatore                          |                                                               |                                            |
| Jeremy Hunt Deputato per South West Surrey                         |                                                                        | 14 ottobre 2022                         | 5 luglio 2024     | Liz Truss                 | Conservatore                          |                                                               |                                            |
| Jeremy Hunt Deputato per South West Surrey                         | Rishi Sunak                                                            | 14 ottobre 2022                         | 5 luglio 2024     |                           | Conservatore                          |                                                               |                                            |
|                                                                    | Rachel Reeves Deputata per Leeds West and Pudsey                       |                                         | 5 luglio 2024     | in carica                 | Laburista                             |                                                               | Keir Starmer                               |